# HD 87141
HD 87141，又名BD+54 1348，SAO 27503、HR 3954，是一颗恒星，视星等为5.74，位于銀經160.03，銀緯49.46，其B1900.0坐标为赤經9h 57m 57.7s，赤緯+54° 49.46′ 32″。